# 反カダフィ勢力

反カダフィ勢力が使用している旗。この旗は1951年から1969年までリビア王国で使用された国旗であった。2011年リビア騒乱では反対派、野党派のシンボルとなった。

上の旗同様にリビア反政府勢力が使用している旗

上の旗同様にリビア反政府勢力が使用している旗

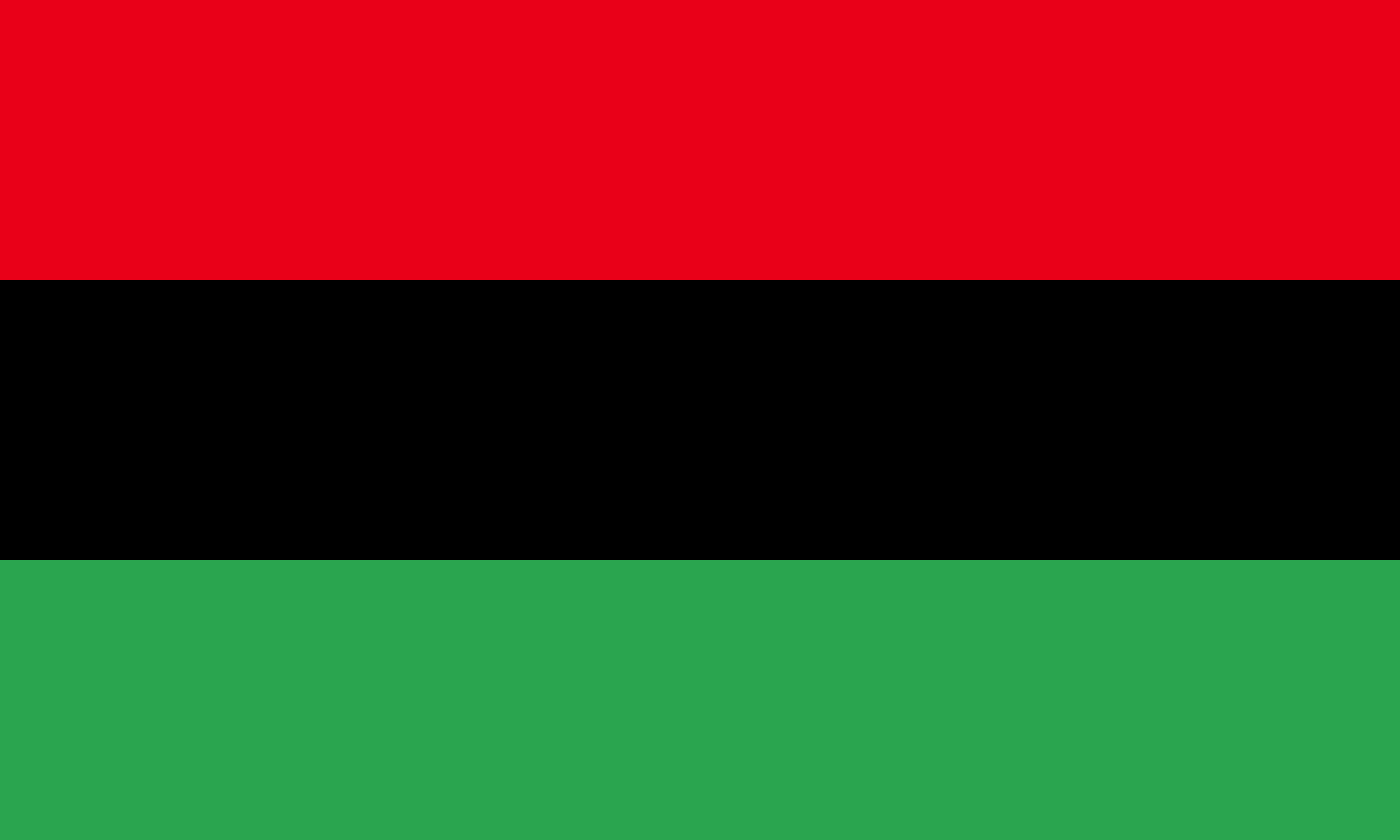
上の旗同様にリビア反政府勢力が使用している旗

反カダフィ勢力（はんカダフィせいりょく、anti-Gaddafi forces）では、リビアのムアンマル・アル＝カッザーフィー（以下カダフィ）政権に反対する諸勢力に関して取り上げる。これらの反対勢力には、2011年リビア騒乱に抗議してカダフィ政権から離脱した外交官や軍人など政府高官を含む。

## カダフィ政権に対する反対、野党勢力
以下はカダフィ政権の統治に反対を主張しているとされる勢力の一覧である。:
- リビア国民評議会（国民暫定評議会、National Transitional Council）
  - リビア人民軍（Libyan People's Army、National Liberation Army）
- リビア反政府国民会議（リビア野党派国民会議、National Conference for the Libyan Opposition）
  - リビア救済国民戦線（National Front for the Salvation of Libya）
  - リビア人権連盟（Libyan League for Human Rights）
  - Libyan Tmazight Congress
  - リビア立憲連合（憲法連合、立憲同盟、Libyan Constitutional Union）
- 欧州リビア国民行動委員会（Committee for Libyan National Action in Europe）
- リビア青年運動（Libyan Youth Movement）
- ワルファラ族
- トゥアレグ族
- 2011年リビア紛争で辞任した政府高官の一覧（List of Libyan officials who protested or resigned during 2011 protests）
- イスラム・マグレブ諸国のアルカイダ組織（Al-Qaeda Organization in the Islamic Maghreb）[3]

## 内戦中の経過
2月下旬、当初のデモが拡大して内戦突入が避けられなくなった頃、すでに解放されていた東部各地に自治政権が誕生した。その中でも、2月27日にベンガジで結成されたリビア国民評議会は、規模の点でも、代表のムスタファ・アブドルジャリルの知名度の点でも頭一つ飛びぬけた存在であった。
内戦拡大につれて各地の自治政権の統合が進んだ。3月5日にはベンガジで大規模な会合を開き、ほぼ全勢力が国民評議会の傘下に入った。
8月22日、首都トリポリが陥落。反体制派は勝利を収めた。

### 反カダフィ勢力の指導、指揮
各勢力から代議員が選ばれ、最高意思決定機関である「評議会」が構成されている。また義勇兵は「軍事委員会」が統率している。異なる勢力の連合体であるため結束力はそれほど強くなく、内戦中には路線対立から軍事委員会の参謀長が暗殺される事件も発生した。